# Jan Saudek
Jan Saudek (Prága, Csehszlovákia, 1935. május 13. –) cseh fotóművész.

## Élete
Jan Saudek apja zsidó származású volt, banktisztviselőként dolgozott. A második világháború idején családjának több tagja a Prága melletti theresienstadti koncentrációs táborban vesztette életét. Jant ikertestvérével, Karellal, együtt egy lengyelországi koncentrációs táborba hurcolták. A világháború után 1950-től 1983-ig nyomdászként dolgozott. Első felvételei 1950-ben készülnek. 1963-ban Edward Steichen híres, Az ember családja című kiállításnak hatására dönt úgy, hogy fotóművész lesz. Ugyanebben az évben Prágában rendeztek első alkalommal kiállítást műveiből. Három évvel később 1966-ban elkészíti egyik leghíresebb fotóját (Life). 1969-ben az Amerikai Egyesült Államokba utazott, az első önálló kiállítás műveiből Bloomingtonban az Indiana Egyetemen rendeztek. Munkájában Hugh Edwards kurátor bátorította.
A hetvenes évek végétől, nyugaton, fokozatosan nemzetközi ismertségre tesz szert. Első monográfiája 1983-ban jelent meg.  1984-ben a hatóságok engedélyezték, hogy a gyárban ahol addig dolgozott felhagyhasson a munkával, és egy engedélyért folyamodhasson, amivel művészként dolgozhat. Hosszú mellőzöttség után, a Cseh művészek egyesületének (Unity of Czech Artists) tagja lesz.
1990-ben Párizsban átvehette A művészet és irodalom lovagja kitüntetést.
A világ számos országában rendeztek kiállítást munkáiból.
Saudek jelenleg is Prágában él és dolgozik.

## Művészete
Munkáinak ismertetőjegye a kézzel színezett álomvilágszerű ábrázolások. Gyakorta láthatunk kopott, málló vakolatú falak között meztelen, félmeztelen vagy jelmezszerűen beöltöztetett alakokat fotóin, egy lepusztult, időtlen, ám színes világ szereplőiként. Művei visszaidézik a 19. századi erotikus fotográfiák világát, valamint Hieronymus Bosch és Bernard Faucon művészetét. Korai munkái a gyerekkorának helyszíneit, érzéseit, hangulatát keltik életre. A későbbiekben áttért a felnőtté válás folyamatának ábrázolására (ugyanarról a modellről, ugyanabban a pózban, beállításban, de több év különbséggel készített felvételeket). Számos fotósorozatot is készített. Szívesen dolgozik ellentétes beállításokkal. Ilyenkor több fotó készül: a téma azonos, de a modell ruhában és ruhátlanul is látható a két felvételen, vagy az egyik felvételen egy férfi a másikon egy nő látható hasonló szituációban. Gyakran használ azonos motívumokat: sötét égbolt, málló vakolat, ablak, Prága jelképei (pl.: Károly híd). Alkotásaiban a vallási és társadalmi motívumok, a többértelmű jelentések, ellentétek visszatérő témák. Művészetében az erotika és a szexualitás is jelentős szerepet tölt be. Modelljeinek kiválasztásakor nem feltétlenül igazodik a szépségideálokhoz: többször találkozhatunk fotóin kevésbé szép, kövér, vagy idős, esetleg testi hibával rendelkező emberekkel. Több alkalommal saját maga is állt modellt felvételeihez.
Saudek képeit néhány zenekar, mint például a Soul Asylum, Daniel Lanois, valamint a Beautiful South, CD lemezük borítójához választotta.

## Válogatott bibliográfia
- Daniela Mrázková: Saudek (Taschen Verlag, Köln, 2006) ISBN 978-3-8228-3020-8
- Jan Saudek, Christiane Fricke, Michael Konze: Jan Saudek (Photobook) (Taschen Verlag, Köln, 1998) ISBN 978-3-8228-7429-5
- Pouta lásky (Chains of Love) (Saudek.com, Ltd., 2006) ISBN 80-239-8225-7
- Saudek (Slovart, Prága) ISBN 80-7209-727-X
- Jan Saudek: Ženatý, svobodný, rozvedený, vdovec (Slovart, Prága, 2000) ISBN 80-7209-701-6

## Filmek
- Prague Printemps (1990) (rendezte: Jerome de Missolz)
- Bound by Passion (2008) (rendezte: Adolf Zika)